# Skarbone 14
Skarbone 14 est un groupe belge de ska-rock, originaire de la région de Tournai, en Région wallonne.

## Histoire
Le groupe se forme en mars 2001 du côté de Tournai, en Région wallonne. Actif dès le début sur scène, le groupe se forge un nom à coup de lives explosifs et par le bouche à oreille. Leur réputation live les amènera à tourner un peu partout en Europe et au Canada. Ils passent ainsi dans de nombreux clubs et festivals tels que le Sziget Festival, Boomtown Fair Festival, Couleur Café, Dour Festival, Festival du Gibloux, Brussel Summer Festival, etc.
Côté production discographique, Skarbone 14 a toujours fait le choix de l'autoproduction. Il a ainsi sorti un EP, Jamais sans mon slip, en 2003. Le premier album studio est pour 2005, avec Trève de plaisanteries [sic]. Un second deux ans plus tard, en 2007, Délivré sans ordonnance. 
En 2009, Skarbone 14 sort un quatrième opus, Satellite. Divers invités rejoignent cet album, tels Baba Sissoko, Alex Coventi, du groupe Les 100 Grammes de têtes, le rappeur Makysar ou encore Vankou, des Black Sheep.
En juin 2013, ils publient un nouvel album studio, intitulé Curieux monde, qui concentre ska-rock et rythmes d'Amérique latine, des Balkans et de dixie. Il est enregistré et mixé par Bastien Friquet au Studio Claquedent de Tournai, et masterisé par Rudy Coclet au Jet Studio. Il est distribué physiquement par Xango dans le Benelux. En août 2016, ils sont invités à l'émission Classic 21 Reggae.
Le 22 juin 2018, Skarbone 14 sort On partage un temps. Il est enregistré par Bastien Friquet et Rudy Coclet au Jet Studio, masterisé par Rudy Coclet au Jet Studio. Côté musique justement, le groupe reste fidèle à lui-même en proposant un ska-rock festif avec des influences africaines sur certains morceaux. Côté paroles, le groupe a toujours mis un point d'honneur à faire passer quelques messages. L’exil forcé, la corruption et l’argent qui pourrissent le milieu du ballon rond, l’échec du système d’enseignement, le mensonge ou le clientélisme politique, les Droits de l’homme et la liberté d’expression bafoués un peu partout dans le monde… on ne fera pas taire les huit companeros de Skarbone 14, qui ont su garder leur âme rebelle adolescente: c’est d’ailleurs leur marque de fabrique!
C'est le 27 août 2021 que Skarbone 14 fête ses 20 ans. Ils sont invités sur la scène des Summer Nights Fever à Lessines et ont carte blanche sur la programmation musicale de la soirée. Ils invitent donc Fanfare toi-même, Corbillard, Emeline tout court et Cédric Gervy pour jouer l'après-midi et en début de soirée avant de clore eux-mêmes cette soirée. Pour l'occasion, ils ont concocté un nouveau morceau intitulé Des souvenirs à la pelle.

## Style musical
La musique du groupe, catégorisée ska et ska-rock, est influencée par le rock 'n' roll. Mais aussi par de nombreux styles de musique du monde. Leurs textes sont en français, et sont souvent engagés et/ou drôles parlent de la vie quotidienne et du monde en général.